# Austrijanci u Hrvatskoj
Austrijanci u Hrvatskoj su jedna od 22 priznate nacionalne manjine Hrvatske.
Prema popisu stanovništva u Hrvatskoj živi 297 Austrijanaca, od čega najviše u Gradu Zagrebu
Nakon popisa iz 2021. ustanovljeno je da u Hrvatskoj živi 365 Austrijanaca.

## Kultura
U Osijeku pri Gradskoj i sveučilišnoj knjižnici djeluje Austrijska čitaonica Središnja knjižnica Austrijanaca u Hrvatskoj.

## Kretanje broja Austrijanaca
| Službeni naziv Hrvatske           | Godina | Broj Austrijanaca |
| --------------------------------- | ------ | ----------------- |
| -                                 | 1931.  | 98.990*           |
| Narodna Republika Hrvatska        | 1948   | 27.830*           |
| Narodna Republika Hrvatska        | 1953.  | 749               |
| Narodna Republika Hrvatska        | 1961.  | 510               |
| Socijalistička Republika Hrvatska | 1971.  | 352               |
| Socijalistička Republika Hrvatska | 1981.  | 267               |
| Republika Hrvatska                | 1991.  | 214               |
| Republika Hrvatska                | 2001.  | 247               |
| Republika Hrvatska                | 2011.  | 297               |
| Republika Hrvatska                | 2021.  | 365               |
| (Statistički zavod Hrvatske)      |        |                   |

- Napomena: U popisu stanovništva 1931. godine Austrijanci su bilježeni u okviru podataka za Nijemce, dok su 1948. godine bilježeni u okviru podataka za ostale.

## Popis stanovništva 2001. godine
| Županija                          | Austrijanaca | Ukupni postotak |
| --------------------------------- | ------------ | --------------- |
| Grad Zagreb                       | 53           | 21,86%          |
| Primorsko-goranska                | 36           | 14,57%          |
| Istarska                          | 26           | 10,53%          |
| Osječko-baranjska                 | 23           | 9,31%           |
| Splitsko-dalmatinska              | 18           | 7,29%           |
| Zadarska                          | 13           | 5,26%           |
| Dubrovačko-neretvanska            | 13           | 5,26%           |
| Međimurska                        | 10           | 4,05%           |
| Šibensko-kninska                  | 8            | 3,24%           |
| Zagrebačka                        | 7            | 2,84%           |
| Varaždinska                       | 7            | 2,84%           |
| Bjelovarsko-bilogorska            | 7            | 2,84%           |
| Sisačko-moslavačka                | 6            | 2,43%           |
| Koprivničko-križevačka            | 6            | 2,43%           |
| Brodsko-posavska                  | 4            | 1,61%           |
| Vukovarsko-srijemska              | 4            | 1,61%           |
| Požeško-slavonska                 | 2            | 0,81%           |
| Krapinsko-zagorska                | 2            | 0,81%           |
| Ličko-senjska                     | 2            | 0,81%           |
| Ukupno                            | 247          | 100%            |
| (Popis stanovništva 2001. godine) |              |                 |

## Poznate osobe
Poznati Austrijanci u Hrvatskoj i osobe s austrijskim podrijetlom, koje su iz Hrvatske ili živjele i djelovale u Hrvatskoj:
- Diana Budisavljević, humanitarka
- Gordon Schildenfeld, nogometaš
- Josip Wessely, šumarski stručnjak, jedan od najpoznatijih svog doba[5]
- Philipp Lewin von Beck, feldmaršal-poručnik, gradio Novu Gradišku i Bjelovar
- Karl von Czapp, vojskovođa, ministar obrane
- Luise Hummel, pedagoginja

## Vanjske poveznice
- Emisija Bogatstvo u različitosti  Arhivirana inačica izvorne stranice od 23. travnja 2017. (Wayback Machine) ur. i vod.: Jasna Pavelić Jureško, tema: Austrijska nacionalna manjina u RH, gosti: dr. sc. Neven Žarković, predsjednik Hrvatsko - austrijskog društva, prof. Alida Poljak, predsjednica glazbene sekcije društva i dr. sc. Željka Bauer Znidarčić, pranećakinja nadbiskupa Bauera Radio Marija, emitirano 5. travnja 2017.